# Claudia Kolb
Pour les articles homonymes, voir Kolb.
Claudia Anne Kolb, née le 19 décembre 1949 à Hayward (Californie), est une nageuse américaine.

## Carrière
Claudia Kolb remporte trois médailles aux Jeux olympiques d'été :
- en 1964 à Tokyo, elle est médaillée d'argent sur 200 mètres brasse, à l'âge de 14 ans ;
- en 1968 à Mexico, elle est sacrée championne olympique sur 200 mètres quatre nages et sur 400 mètres quatre nages.

Elle est inscrite à l'International Swimming Hall of Fame en 1975.